# Platichthys flesus luscus
Platichthys flesus luscus är en underart till skrubbskäddan som förekommer i östra Medelhavet och fram till Svarta havet. Genetiska studier tyder på att populationen är en självständig art.
Fisken når i väst Grekland, Kreta och gränsen mellan Tunisien och Egypten. Den blev introducerad i Kaspiska havet och Aralsjön. Arten når ett djup av 80 meter. Den vistas på mjuk botten och den besöker vikar samt flodernas mynning med bräckt vatten. Fortplantningen sker i det öppna havet. Exemplaren är efter 2 år könsmogna och de kan leva 10 år. Den maximala längden är 40 cm.
Beståndet hotas regionalt av intensivt fiske. Nära kusten påverkas populationen av vattenföroreningar. IUCN listar taxonet med kunskapsbrist (DD) på grund av den oklara systematiken.